# Purk, "el hombre de piedra"
Purk, "el hombre de piedra" fue un cuaderno de aventuras, obra del guionista Pablo Gago y el dibujante Manuel Gago, publicado por Editorial Valenciana. Fue la primera incursión del dibujante en una prehistoria mítica, antes de Piel de Lobo (1959) y Castor (1962), ya para la editorial Maga.

## Trayectoria editorial
Manuel Gago ya llevaba dos series de éxito: El Guerrero del Antifaz y El Pequeño Luchador; no así su hermano menor Pablo, que tenía mucha menos experiencia. Pudieron inspirarse para la creación de Purk, "el hombre de piedra" en las novelas de J. H. Rosny y en Antes de Adán (Before Adam, 1907), de Jack London, así como en la película Hace un millón de años (One Million B.C., 1940), protagonizada por Victor Mature.
La serie obtuvo gran popularidad, pero la censura obligó a tapar el cuerpo de los personajes.
En 1974, la Editorial Valenciana volvió a reeditar la serie, con un formato de 26 x 18 cm. y en color, que alcanzó los 114 números.

## Argumento y personajes
1. Purk el hombre de piedra
En la Edad de Piedra, los hijos de dos jefes de tribus rivales están enamorados: Purk (de los Cataks) y Lila (de los Urulus). Para evitar que Lila sea entregada como mujer a Tugor, Purk la rapta. En su huida de los Urulus, son atacados por los gigantes de la Reina Suri y Lila desaparece.
2. Prisioneros de la Reina Suri

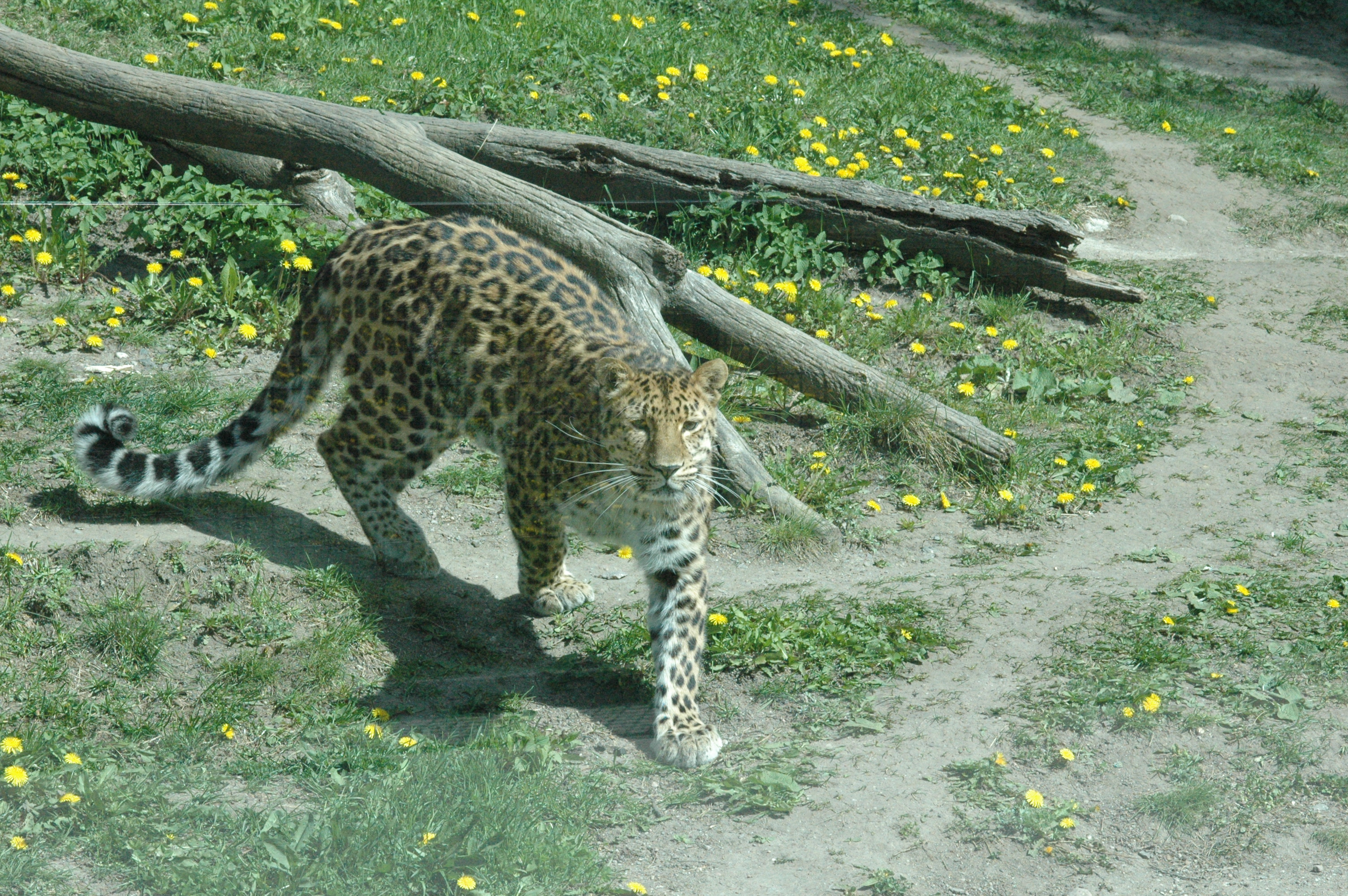
Un ratuk, como el que mata Purk delante del jefe Urulu

La Reina Suri, aliada de los Urulus, devuelve a Lila a Tugor. Éste vuelve al poblado con ella, mientras Purk les pisa los talones. Cuando Purk los salva de un ratuk, el jefe Urulu acepta que Purk y Tugor libren un combate por la posesión de Lila. Tugor, sin embargo, amaña el combate para que participen también cuatro gigantes y luchen todos contra Purk, que cae derrotado.
3. La furia de los gigantes

## Valoración
Para el investigador Pedro Porcel Torrens, Purk muestra cierta reiteración narrativa, paliada por los ocasionales hallazgos fantásticos. Permite, en cualquier caso, observar la evolución estilística de Manuel Gago.